# 金世龍
金世龍（1506年—？），字孟陽，號水厓，直隸蘇州府長洲縣民籍，崑山縣人，明朝政治人物。

## 生平
嘉靖十年（1531年）辛卯科應天府鄉試第一百四名舉人。嘉靖二十年（1541年）中式辛丑科會試第二百九名，登第三甲第五十六名進士。授嚴州府推官，擢大理寺評事。

## 家族
曾祖金源；祖父金榮；父金佩，號成庵；母許氏。具庆下。